# Juliane Votteler
Juliane Votteler (* 1960 in Stuttgart) ist eine deutsche Dramaturgin und Theaterintendantin.

## Leben
Juliane Votteler, Tochter des Industriedesigners Arno Votteler, studierte an den Universitäten Erlangen, Wien und Frankfurt am Main Alte und Neue Deutsche Literaturwissenschaft, Theater-, Film- und Fernsehwissenschaft und Philosophie.
Am Mannheimer Nationaltheater war sie Schauspieldramaturgin unter dem Intendanten Arnold Petersen, am Theater Basel unter Frank Baumbauer. In Hannover arbeitete sie als geschäftsführende Dramaturgin am Schauspiel unter Ulrich Khuon.
Von 1993 bis 2006 war sie Chefdramaturgin der Staatsoper Stuttgart und von 2007 bis Juli 2017 Intendantin des Theaters Augsburg. Seit 2018 ist sie freischaffend tätig und arbeitet als Dramaturgin bei der Ruhrtriennale.

## Dramaturgien (Auswahl)
- 2014: Hänsel und Gretel
- 2014: Lohengrin
- 2015: Wozzeck
- 2015: Der König Kandaules